# Gora Tall
Pour les articles homonymes, voir Tall.
Gora Tall, né le 20 mai 1985 à Louga (Sénégal), est un footballeur sénégalais qui joue au poste de défenseur central.

## Biographie
Gora Tall est un joueur de football sénégalais qui a commencé sa carrière de footballeur dans le club de sa région natale ASAC Ndiambour où il connaît une sélection avec l'équipe nationale du Sénégal en mars 2006 en match amical international contre la Norvège. Il connaît son premier contrat professionnel à l'étranger en juillet 2006 en Israël où il s'engage avec le MS Ashdod.
Gora Tall a eu à évoluer dans plusieurs championnats européens et asiatique notamment en Israël, Roumanie, Chypre et Koweït avec des clubs comme MS Ashdod, Steaua Bucarest, Gondomar SC, Ethnikos Achna, Al-Shabab, Etc.

## Palmarès

### En club
CD Trofense
- Liga de Honra (D2) :
  - Champion en 2008